# Norbert Dumas
Pour les articles homonymes, voir Dumas.
Norbert Dumas (22 octobre 1812 à Terrebonne - 19 avril 1869 à Montréal) était avocat et personnalité politique du Canada-Est.
Il a représenté le district de Leinster (aujourd'hui Lachenaie, Mascouche et l'ouest de la région de Lanaudière) à l'Assemblée législative de la province du Canada de 1848 à 1851.
Il était fils d'Antoine Dumas et Marie-Rose Roy. Il a été admis au Barreau du Bas-Canada en 1834 et a établi sa pratique à Montréal.
En 1844, il a épousé Magdeleine-Émilie-Alphonsine, la fille de Joseph Roy, un autre homme politique de la région.
Il ne s'est pas représenté aux élections législatives canadiennes de 1851.
En 1854, il a été nommé conseiller de la reine.